# Kościół Matki Bożej Różańcowej w Ostrem
Kościół pw. Matki Bożej Różańcowej w Ostrem – kościół parafialny na terenie parafii rzymskokatolickiej Matki Bożej Różańcowej (do 10 października 2010 roku kaplica w obrębie parafii radziechowskiej), wybudowany w latach 1988-1989 w miejscowości Ostre. 
Historia powstania tego kościoła sięga roku 1984, kiedy to wśród mieszkańców wsi powstał pomysł stworzenia miejsca kultu. W maju 1988 rozpoczęto budowę kaplicy. 9 października tegoż roku ksiądz biskup Kazimierz Nycz dokonał poświęcenia i wmurowania kamienia węgielnego.
2 kwietnia 2020 r. podczas nabożeństwa w kościele miała miejsce interwencja policji w związku z naruszeniem przez miejscowych wiernych i duchowieństwo narodowej kwarantanny, wprowadzonej przez polski rząd na skutek globalnej pandemii koronawirusa SARS-CoV-2. Ówczesne regulacje przeciwepidemiczne ograniczały maksymalną liczbę uczestników zgromadzeń publicznych i uroczystości religijnych do 5 osób, natomiast w świątyni zgromadziło się blisko 20 wiernych. Interweniujący policjanci skierowali sprawę do wydziału prewencji komendy powiatowej oraz do sanepidu celem wszczęcia stosownego postępowania administracyjnego wobec miejscowej parafii. Zdarzenie to było szeroko komentowane w ogólnopolskich środkach masowego przekazu.

## Galeria

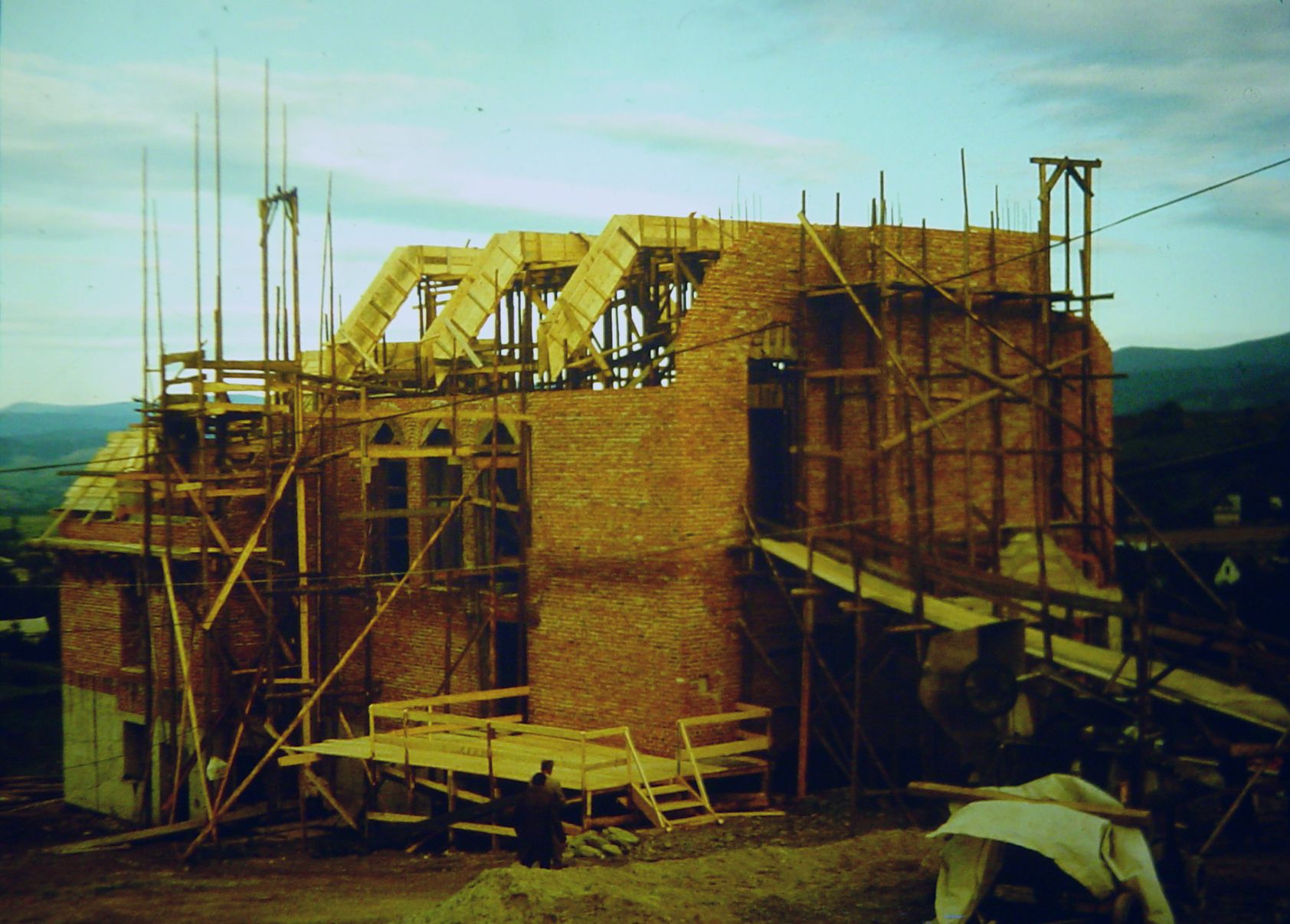
Budowa kaplicy w Ostrem, październik 1988
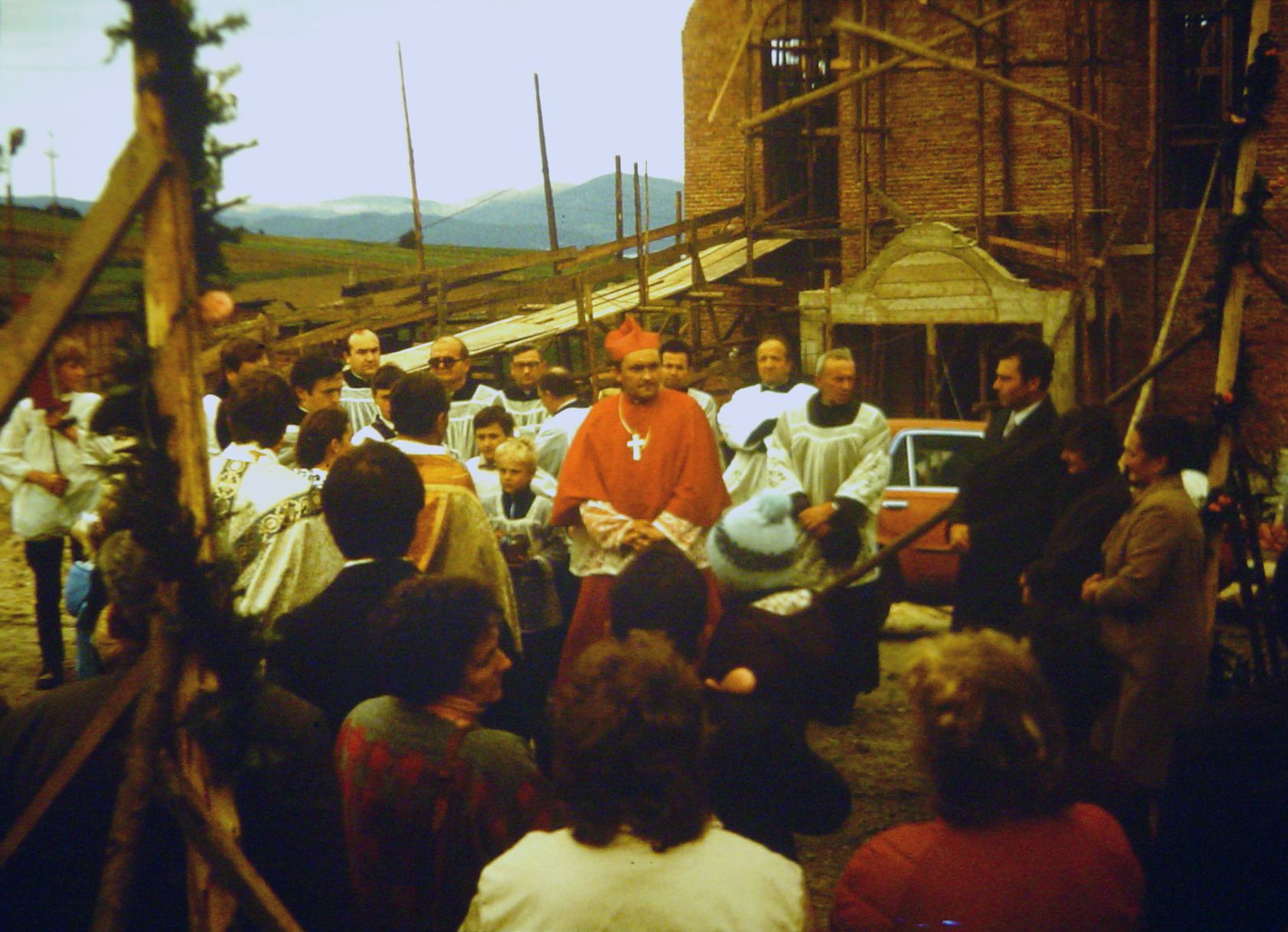
Uroczystości poświęcenia kamienia węgielnego
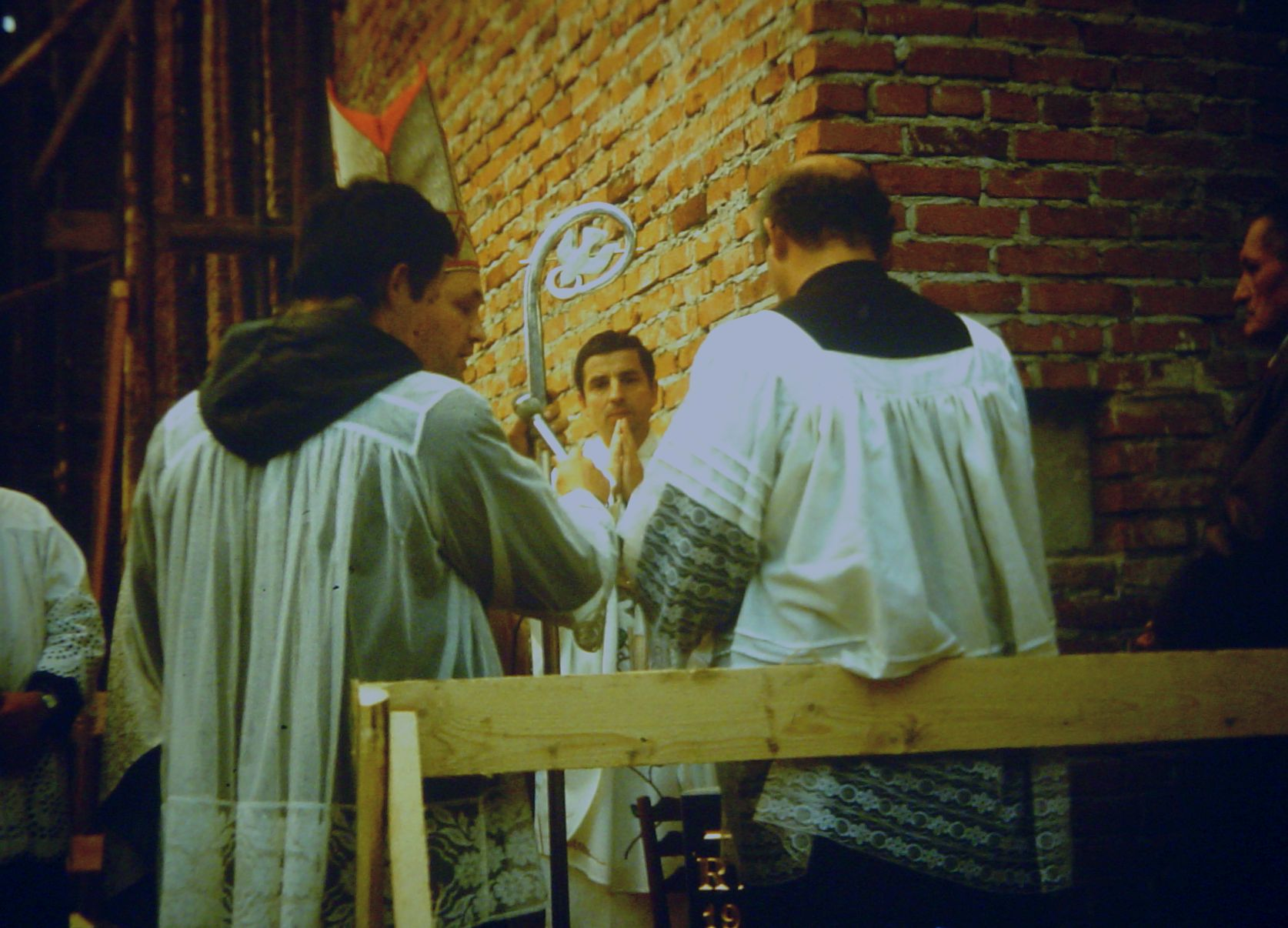
Ks. bp Kazimierz Nycz dokonuje poświęcenia kamienia węgielnego, 9.10.1988